# 临河郡
临河郡，中国南北朝时设置的郡。
西魏置临河郡，治所在临河县（今宁夏平罗县姚伏乡以北，一说在今宁夏永宁县境），属灵州。北周沿置，隋文帝开皇元年（581年）改临河郡为新昌郡。
《太平寰宇记》记载北齐武平元年（570年）置临河郡，治所在临河县（今山西永和县西南），下辖临河县、归化县，属汾州。北周沿置，《元和郡县图志》记载周宣帝改永和镇置临河郡。辖境相当今山西省永和县等地。隋文帝开皇三年（583年）废临河郡。所辖临河县、归化县归属汾州。